# Feargus Urquhart
Pour les articles homonymes, voir Urquhart.
Feargus Urquhart (né le 19 avril 1970) est un concepteur de jeux vidéo écossais ainsi que le CEO actuel de la société Obsidian Entertainment.

## Biographie
Urquhart est connu pour avoir fondé les studios Black Isle en 1997. Il s'agissait de l'une des divisions internes d'Interplay Entertainment dont il était le dirigeant. Cette section d'Interplay était dédiée aux jeux de rôle sur ordinateurs et développa un certain nombre de jeux vidéo reconnus tels que Icewind Dale, Planescape: Torment ou encore Fallout.
Quand Interplay rencontra des difficultés financières, et que le futur de Black Isle devint incertain, Urquhart ainsi que plusieurs vétérans de l'industrie vidéoludique quittèrent le studio pour fonder Obsidian Entertainment.
Il a co-fondé Fig.